# Achille Devéria
Achille Jacques Jean Marie Devéria (París, 6 de febrero de 1800 – París, 23 de diciembre de 1857) fue un pintor, dibujante y litógrafo francés, conocido por sus retratos de escritores y artistas famosos.
Su hermano menor era el pintor romántico Eugène Devéria.

## Primeros años
Devéria era hijo de un oficial civil de la Marina francesa y el mayor de cinco hermanos.
Justo después de dejar la escuela, Devéria se convirtió en alumno del pintor Anne Louis Girodet-Trioson, y más tarde se trasladó al estudio de Louis Lafitte. A los 22 años, Devéria ya fue invitado a participar en la gran exposición del Salón de París de 1822. Allí, al igual que su hermano Eugène, alcanzó un gran éxito, y fomentó el nacimiento y la difusión del Romanticismo.

## Obra artística

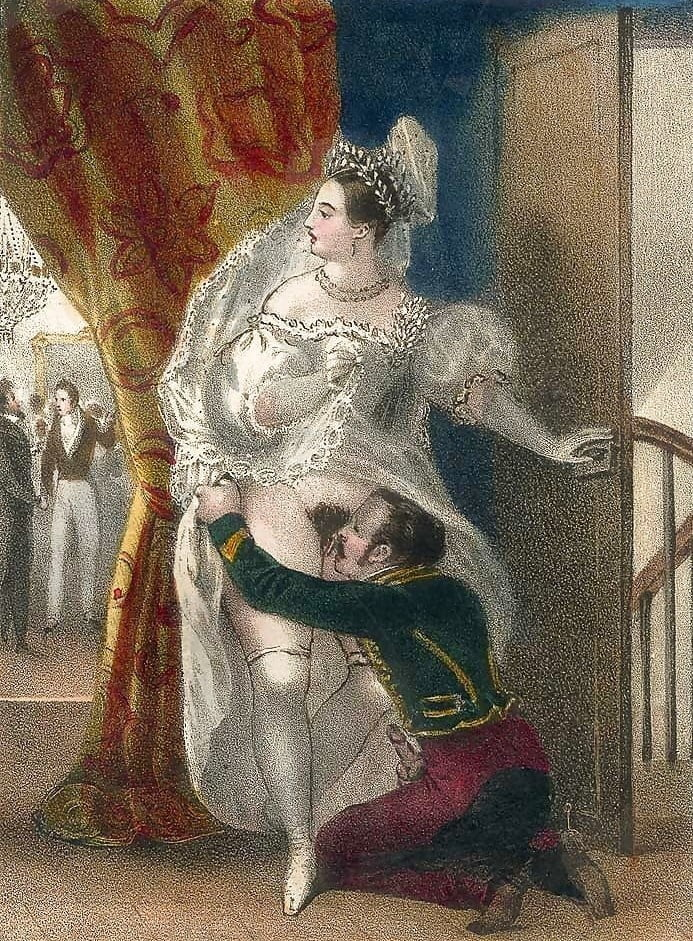
Una acuarela libertina

En 1830, Devéria fundó una escuela privada de pintura junto con su hermano Eugène, con la que ambos conocieron cierto éxito; entre sus alumnos se encontraba Auguste Glaize. Durante estos años, Devéria abandonó la pintura al óleo en favor de la litografía. Al poco tiempo empezó a trabajar como ilustrador para varias editoriales; entre otros, ilustró "Don Quijote", "Robinson Crusoe", "Fausto" de Goethe y los cuentos de hadas de Charles Perrault, además de numerosas obras de escritores como Racine, Molière o Rabelais. También realizó muchos grabados de contenido libertino.

### Estilo

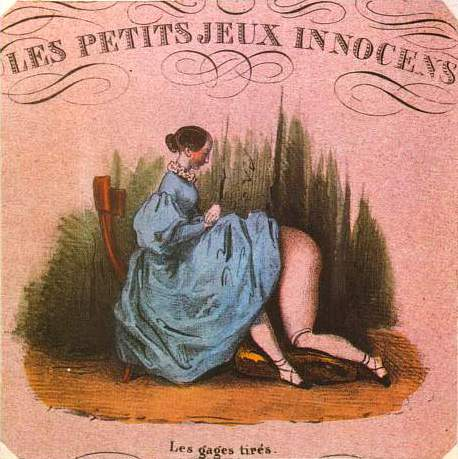
Les petits jeux innocens

A diferencia de su hermano Eugène, cuyo estilo era redundante y enfático, Achille se dedicó sobre todo a la litografía, retratando a toda una serie de personajes, especialmente femeninos, inmortalizados con los atuendos típicos de su época, así como acontecimientos de su tiempo que formaron una especie de álbum histórico del movimiento y de la época romántica.
Su experiencia en el arte de la viñeta y la media tinta influyó en sus numerosas litografías, la mayoría de las cuales fueron editadas por su suegro, Charles-Etienne Motte (1785-1836).
Utilizó principalmente la técnica de la acuarela. El poeta y crítico francés Charles Baudelaire se refirió a su serie de retratos como una muestra de "toda la moral y la estética de la época".

### Temática

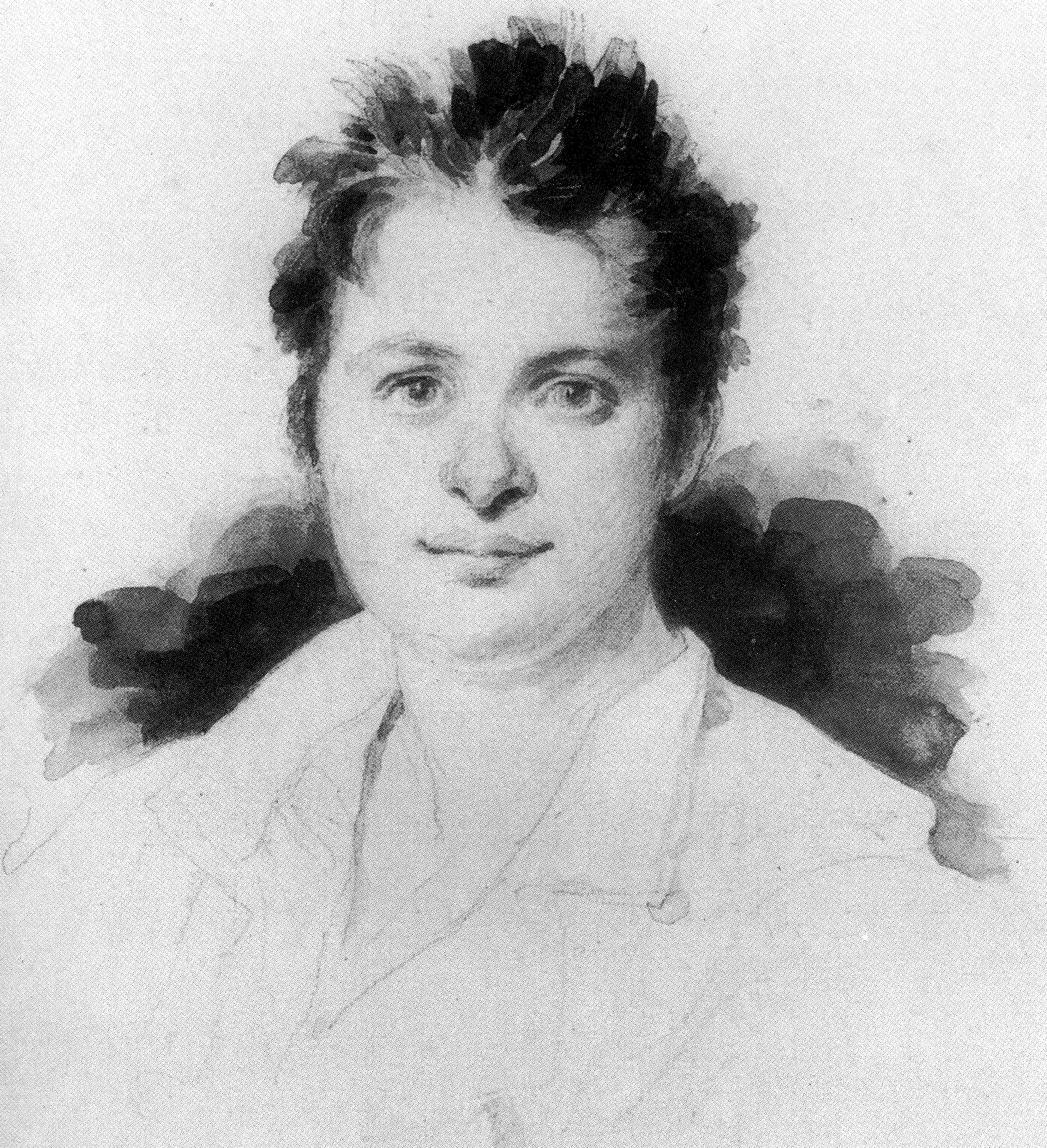
Honoré de Balzac, c. 1820

Devéria fue uno de los retratistas más célebres de su época. Numerosos personajes famosos de la época posaron para él en su estudio parisino de la rue de l'Ouest, como Honoré de Balzac, Charles Baudelaire, Jacques Louis David, Marie Dorval, Alexandre Dumas, Théodore Géricault, Victor Hugo, Alphonse de Lamartine, Franz Liszt, Prosper Mérimée, Alfred de Musset, Charles-Augustin Sainte-Beuve, Sir Walter Scott, Alfred de Vigny y muchos otros.

## Últimos años
En 1849, Devéria fue nombrado director del departamento de Estampas de la Biblioteca Nacional y conservador adjunto del departamento de Egiptología del Museo del Louvre. Durante un breve periodo abandonó su actividad artística debido a sus numerosos compromisos.
En los años siguientes, enseñó las técnicas litográficas y de pintura a su hijo, Théodule Devéria.
Devéria pasó sus últimos años viajando por Egipto, donde se dedicó a dibujar y transcribir inscripciones. En la primavera de 1857, Devéria emprendió un viaje de estudios a Egipto, del que regresó, enfermo, en otoño. Tan sólo unas semanas más tarde, el 23 de diciembre de 1857, falleció en París, a la edad de 57 años.

## Legado
Las obras de Devéria están expuestas en el Louvre, el Museo de Bellas Artes de San Francisco, el Museo J. Paul Getty, el Museo Norton Simon y la Universidad de Lieja.